# Baharilana lira
Baharilana lira is een pissebed uit de familie Cirolanidae. De wetenschappelijke naam van de soort is voor het eerst geldig gepubliceerd in 2005 door Kensley & Schotte.